# Бирон (замък)
Замъкът Бирон (на фр. Château de Birone) е разположен в долината на река Лед в Югозападна Франция, в департамента Дордон в областта Аквитания (община Бирон).
Замъкът е бил от 12 век собственост на рода Гонто-Бирон.
През 1978 г. става собственост на департамента, който го реставрира.